# كلارك غريفيث
كلارك غريفيث (بالإنجليزية: Clark Griffith)‏ هو لاعب كرة قاعدة أمريكي، ولد في 20 نوفمبر 1869 في ميزوري في الولايات المتحدة، وتوفي في 27 أكتوبر 1955 في واشنطن العاصمة في الولايات المتحدة.

## معرض صور

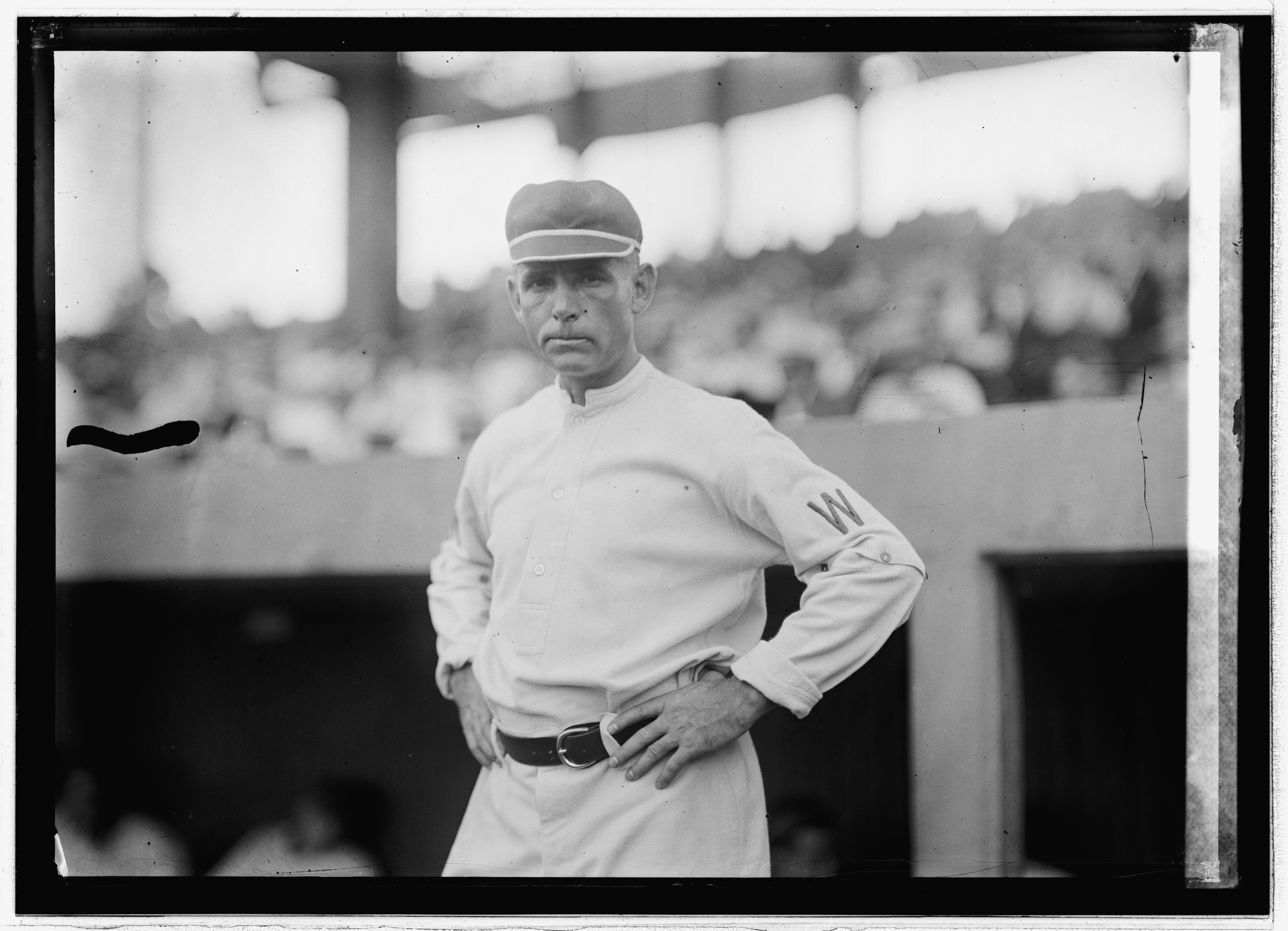
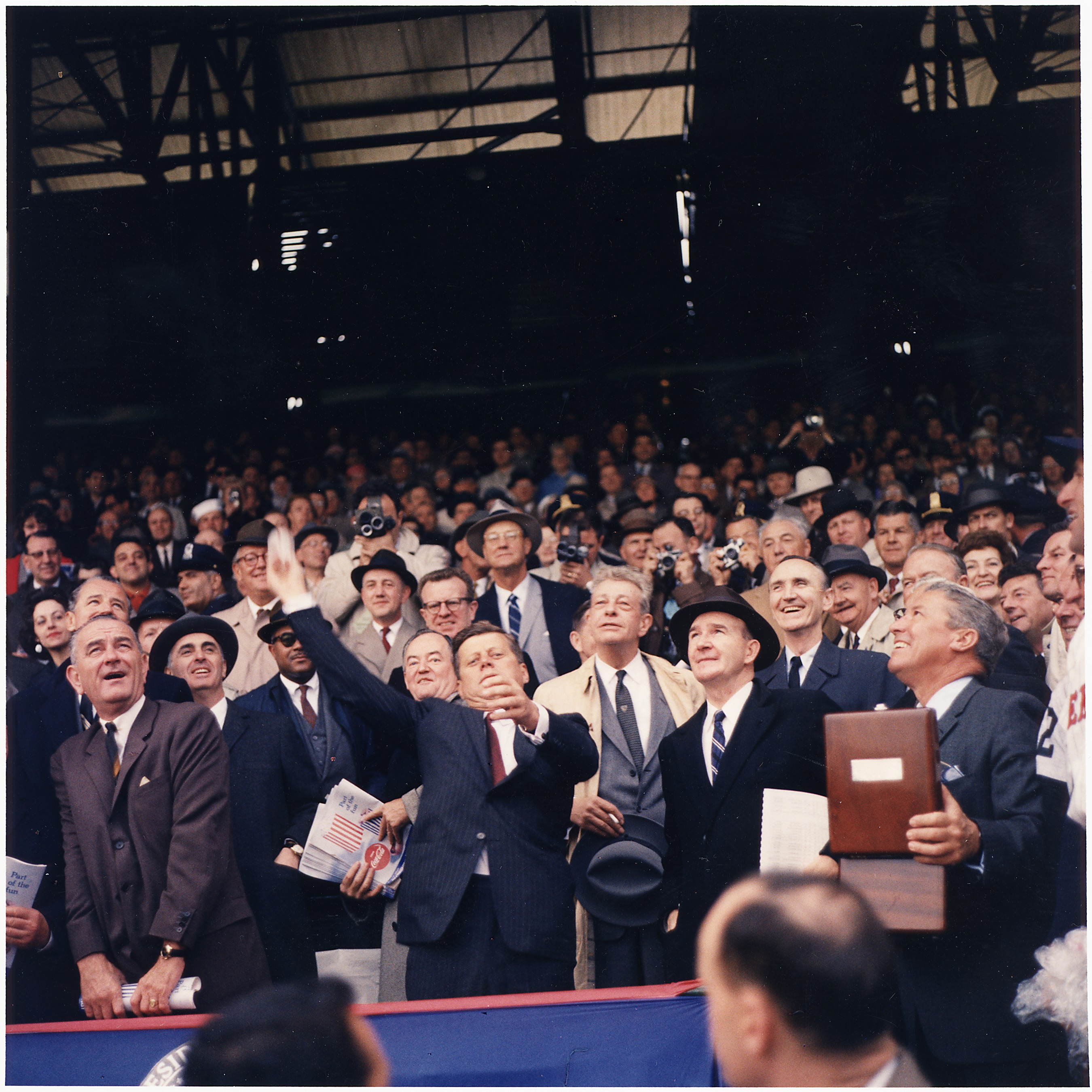
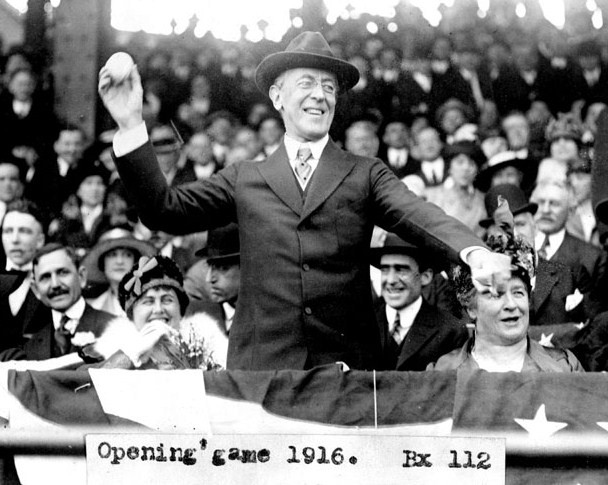
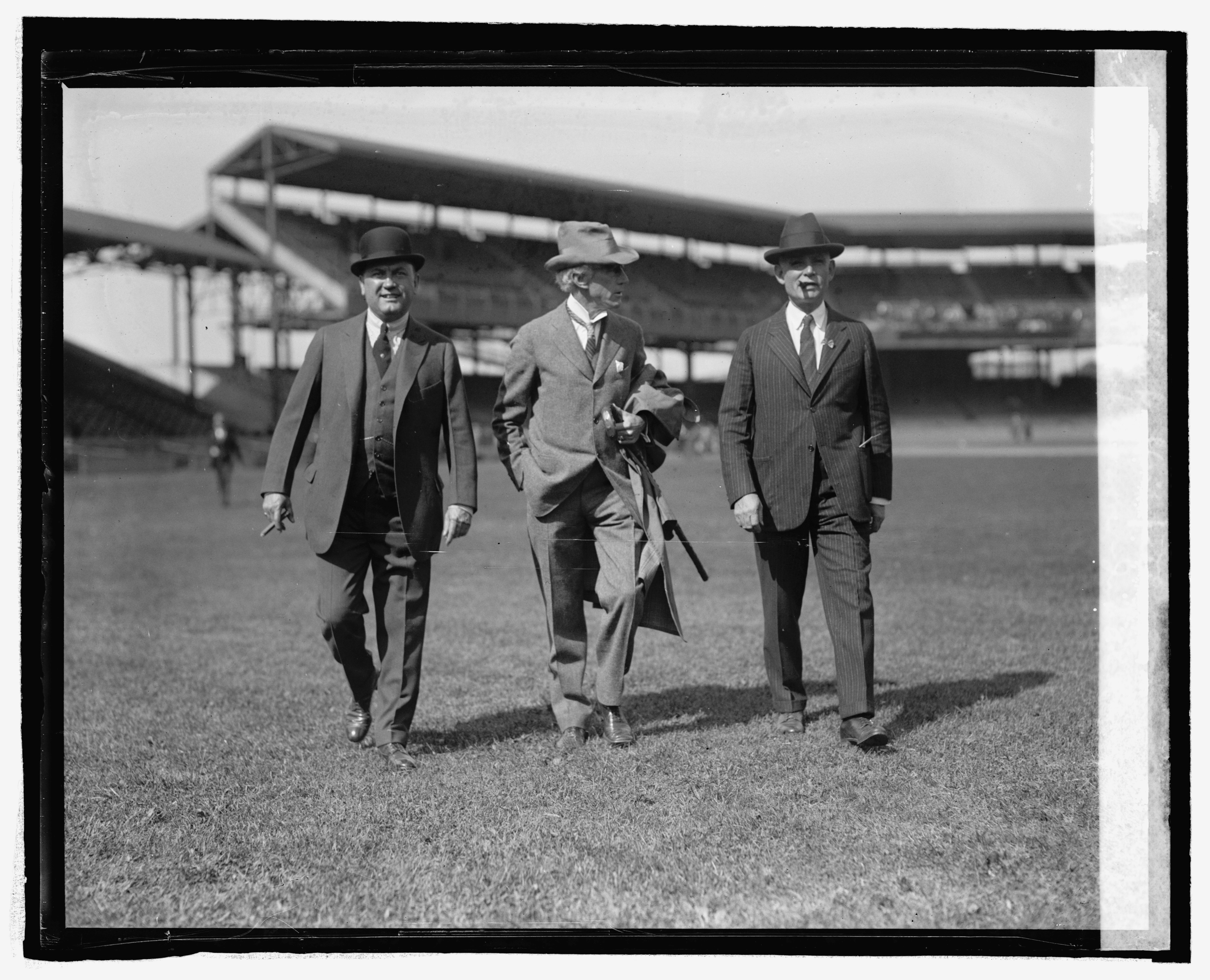

## وصلات خارجية
- كلارك غريفيث على موقعبيزبول رفرنس.كوم (الدوري الرئيسي) (الإنجليزية)
- كلارك غريفيث على موقعبيزبول رفرنس.كوم (الدوري الثانوي) (الإنجليزية)
- كلارك غريفيث على موقع جمعية أبحاث البيسبول الأمريكية (الإنجليزية)
- كلارك غريفيث على موقع قاعة مشاهير كرة القاعدة (الإنجليزية)